# Autocharis linealis
Autocharis linealis là một loài bướm đêm trong họ Crambidae.